# Daniel Risch
Daniel Risch, född 5 mars 1978 i Grabs, är en liechtensteinsk politiker som sedan mars 2021 är Liechtensteins premiärminister. Han företräder det konservativa partiet Fosterlandsunionen.